# Harry Carey
Harry Carey (født 16. januar 1878, død 21. september 1947) var en amerikansk skuespiller og en af stumfilmens tidligste superstjerner. En af hans mest kendte roller er som formand for senatet i dramafilmen Mr. Smith kommer til Washington (1939), for hvilken han blev nomineret til en Oscar for bedste mandlige birolle. Han var far til Harry Carey Jr., som også var en fremtrædende skuespiller.